# Владо Бојовић
Владо Бојовић (Крива Паланка, 10. јун 1952) бивши је југословенски рукометаш.

## Каријера
Отац Чедомир Бојовић био је потпуковник ЈНА, мајка Љиљана Бојовић, рођена Ракић, трговац. Брат Миха је био рукометаш.
Основну школу похађао је у Цељу (1959–67), где је похађао и гимназију (1967–71). Након успешно положене матуре, уписао је Правни факултет у Љубљани и дипломирао 1977. После положеног правосудног испита, био је запослен као стручни сарадник у Окружном суду у Цељу до 1984. године. Од 1988. до 2003. године водио је спортску радњу као самостални предузетник.
Рукомет је почео да игра у Цељу. Тринаест сезона играо је за рукометни клуб Цеље, у међувремену је играо за Слован Колинску 1980-81 и са њим био првак Југославије 1980, а 1981. је играо и у финалу Kупа европских шампиона где су поражени од Магдебурга из тадашње Источне Немачке.
Иако је углавном играо у другој југословенској лиги, био је позван да игра за рукометну репрезентацију Југославије. Играо је на Летњим олимпијским играма 1976. у Монтреалу и са националним тимом освојио пето место, 1978. такође је био пети на Светском првенству у Данској, а 1982. године у Западној Немачкој остварио је највећи успех када је југословенска репрезентација у финалу изгубила од Совјетског Савеза након продужетака и освојила сребрну медаљу. Са југословенском репрезентацијом освојио је прво место на Светском купу 1974. у Шведској и 1975. титулу медитеранског првака. Наступао је у дресу државног тима на 108 утакмица и постигао преко сто голова.
Био је заслужни спортиста Југославије, добио је Блоудекову плакету 1981. године и почасни је члан Рукометног савеза Словеније.

## Успеси
Југославија
- медаље
- сребро Светско првенство 1982. Западна Немачка.
- злато Медитеранске игре 1975. у Алжиру.

Слован Колинска Љубљана
- Првенство Југославије 1980.